# 諾氏古菱齒象
诺氏古菱齿象，（学名：Palaeoloxodon naumanni，日语：ナウマン象，英语：Naumann's elephant），属于古菱齒象屬，在430000-24000年前的更新世中到晚期是日本列岛的特有物种，现已灭绝。海因里希·诺曼在日本神奈川县横须贺市最早发现该物种的化石，因此以他的名字命名了这个物种。

## 概述
种系发生学研究结果显示古菱齿象属与非洲象的关系比与亚洲象、猛犸象的关系接近，不过也有部分基因来自猛獁象。和猛犸象一样，这种大象也具有皮下脂肪层和较长的皮毛，可以适应寒冷的环境。它们有一对长长的牙，头上有一块凸起。牙的长度超过2.4 m，直径超过20 cm，比平均长2.5-3米的亚洲象小一些。它们生活在亚寒带针叶林和寒温带落叶林的混交林中。
诺氏古菱齿象的祖先通过陆桥从欧亚大陆迁徙到日本； 随后，海平面上升、陆桥被淹没，它们就独立演化，扩散至全日本。这种大象的化石，曾在长野县野尻湖附近，与许多石器、骨器一起出土，说明当时的土著猎杀这种大象。
诺氏古菱齿象遍布日本群岛。在北海道，在晚更新世，它曾与真猛獁象交替出现，间冰期出现它，冰期出现猛犸象。

## 发现和命名
这种大象最早的化石记录是在1860年，发现于日本橫須賀市和瀨戶內海海底。海因里希·诺曼在其1882年的论文《关于古代日本的大象》中研究报道了这些化石，诺氏认为这些化石是象属的纳玛象（Elephas namadicus）。1924年，槙山次郎研究了静冈县滨松市出土的化石，在其论文《记远江佐浜的大象化石》中认为这种大象是纳玛象的一个亚种，将它定名为诺氏纳玛象（Elephas namadicus naumannni）。同年松本彦七郎提出古菱齿象属不是象属，而是非洲象属的一个亚属，并将这个亚种作为这个亚属的模式种，名为诺氏纳玛非洲（古菱齿）象（Loxodonta (Palaeoloxodon) namadicus naumannni ）。1937年，鹿間時夫又提出古菱齿象属是单独的一个属，将此亚种命名为诺氏纳玛古菱齿象（Palaeoloxodon namadicus naumannni）。1978年，龟井节夫根据野尻湖发现的化石，认为诺氏纳玛象其实是一个新的物种，将它定名为诺氏古菱齿象（Palaeoloxodon naumanni）。

## 演化与灭绝
已知最早的个体来自MIS 12，大约430000年前，取代了数十万年前就从东亚大陆到达了的劍齒象。最年轻的个体距今大约24000年，属于末次冰盛期早期阶段。